# The Boxing Cats (Prof. Welton's)
The Boxing Cats (Prof. Welton's) conosciuto anche come (Boxing Cats), è un cortometraggio del 1894 diretto da William K.L. Dickson e William Heise.
Questo film è stato girato nello studio di Thomas Edison. Il Professor Henry Welton ha girato gli Stati Uniti mostrando esibizioni tra gatti che guidavano piccole biciclette, facevano capriole ed disputavano incontri di pugilato. Il film è conservato presso l'Academy of Motion Picture Arts and Sciences (A.M.P.A.S.).

## Trama
Due gatti domestici, con piccoli guantoni da pugile alle zampe anteriori, vengono tenuti tramite un guinzaglio dal professor Henry Welton mentre si esibiscono in un incontro pugilistico dentro un ring costruito su misura.

## Produzione
Il film venne girato nei Black Maria Studio della Edison, a West Orange, nel New Jersey.